# 마카로니 앤드 치즈
마카로니 앤드 치즈(영어: macaroni and cheese 매커로니 앤드 치즈[*])는 영미권의 파스타 요리이다. 마카로니와 치즈 소스로 만들며, 미국의 국민 음식 가운데 하나로 여겨진다.

## 이름
미국에서는 흔히 맥 앤드 치즈(영어: mac and cheese)나 맥 앤 치즈(영어: mac & cheese)로 줄여 부른다.
영국에서는 마카로니 치즈(영어: macaroni cheese 매커로니 치즈[*])로 줄여 부르기도 한다.

## 만들기
버터에 밀가루를 볶아 만든 루에 우유를 부어 베샤멜 소스를 만든 다음, 치즈(주로 체더)를 넣어 모르네 소스를 만든다. 삶은 마카로니와 치즈 소스를 잘 섞어서 캐서롤 그릇에 넣고, 치즈와 빵가루 등을 뿌려 오븐에 굽는다. 오븐에 굽지 않고 먹기도 한다.

## 사진

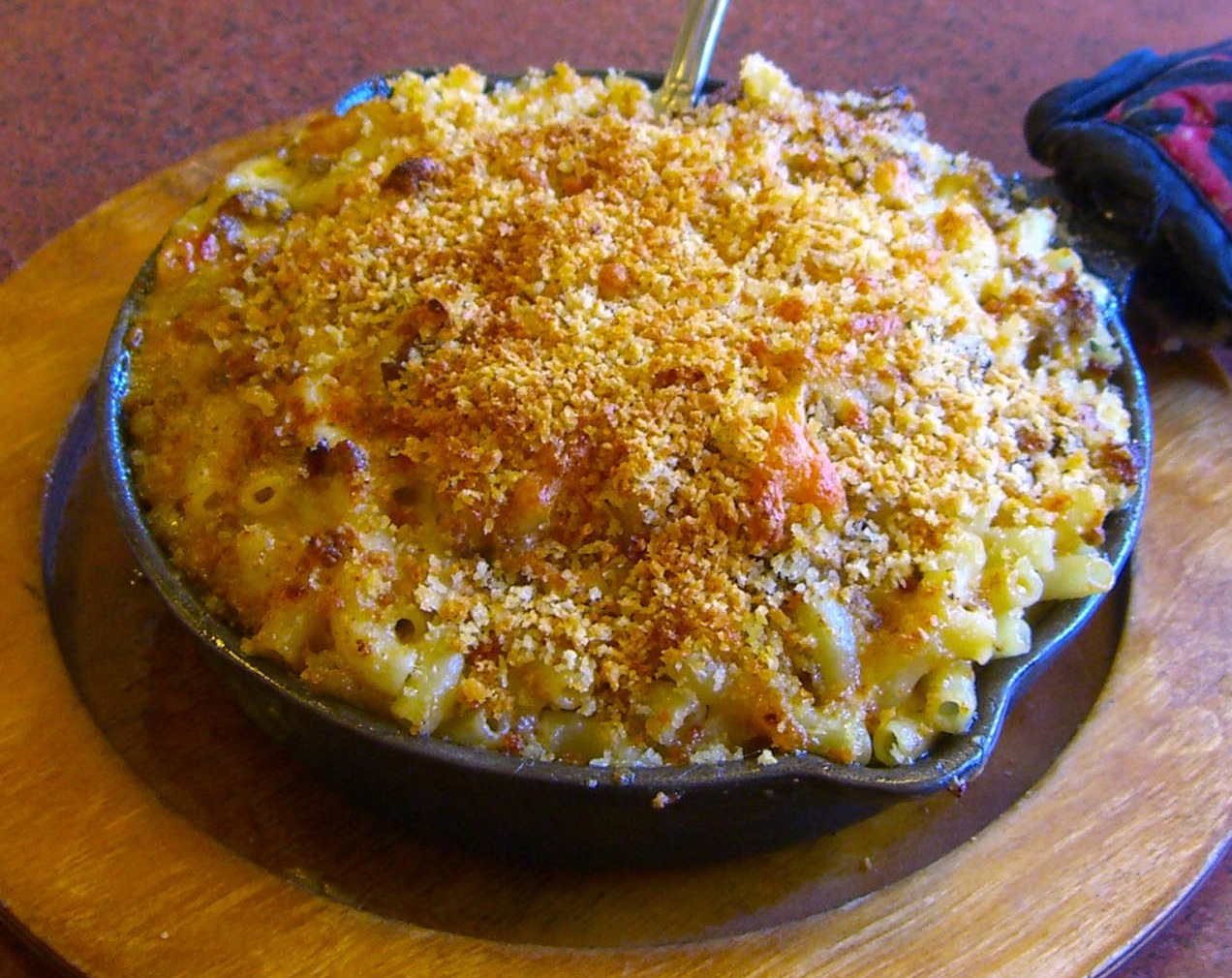
오븐에 구운 마카로니 앤드 치즈

## 같이 보기
- 케제슈페츨레